# Mike Pence
Michael Richard „Mike” Pence (n. 7 iunie 1959, Columbus, Indiana, SUA) este un politician american, cel de-al 48-lea vicepreședinte al Statelor Unite ale Americii (20 ianuarie 2017 – 20 ianuarie 2021) și fost guvernator al statului Indiana (din 2013 până în 2017), fiind al 50-lea în această funcție.

## Biografie
Născut și crescut în Columbus, Indiana, Pence a absolvit Hanover College. A fost ales membru al Congresului Statelor Unite ale Americii (parlamentul american) în anul 2000.

## Legături externe
- MikePence.com
- Mike Pence pe Curlie
- Apariții pe C-SPAN
- Biography at the Biographical Directory of the United States Congress
- Voting record maintained by The Washington Post
- Campaign finance reports and data at the Federal Election Commission